# Miles Davis Vol. 2
Miles Davis Vol. 2 è un album di Miles Davis pubblicato dalla Blue Note Records nel 1953.

## Il disco
Realizzato come LP a 10 pollici, il disco fu il secondo album di Davis per la Blue Note dopo Young Man with a Horn e non è stato mai ristampato nel formato più grande o su CD. I brani, insieme ad alcune versioni alternative provenienti dalla stessa seduta di registrazione, furono successivamente inclusi negli album a 12 pollici noti come Miles Davis Volume 1 e Miles Davis Volume 2 del 1955. Nel 2001 tutte le tracce incise da Davis per la Blue Note tra il 1952 e il 1954 furono incluse rimasterizzate in due CD con gli stessi titoli, ma con scalette diverse rispetto agli album del 1955.
Per questa sua seconda registrazione per la Blue Note del 20 aprile 1953, Davis organizzò una formazione che in parte ricalcava quella della prima, avvenuta quasi un anno prima e che, secondo uno schema che abituale, comprendeva musicisti esperti e di spessore vicini a giovani e promettenti jazzisti alle prime armi. A J. J. Johnson e Gil Coggins, che avevano suonato in Young Man With a Horn, furono affiancati Art Blakey e i fratelli Jimmy e Percy Heath al posto di Kenny Clarke, Jackie McLean e Oscar Pettiford.
Il 20 aprile furono incisi sei brani (alcuni in più versioni). Diversamente da quasi tutte le sessioni di Davis di quegli anni, nessuna sua composizione fu inclusa nella scaletta, a dimostrazione dello stato psicofisico non ottimale nel quale si trovava il trombettista a causa della dipendenza dall'eroina. Enigma e Kelo sono due composizioni del trombonista J. J. Johnson. La prima è una ballad di grande intensità nella quale Davis offre una delle su migliori performance del disco, la seconda un pezzo quasi orchestrale con la batteria di Blakey in grande evidenza. La lenta I Waited for You e la boppistica Ray's Idea sono due brani del repertorio della big band di Dizzy Gillespie degli anni quaranta, entrambi composti dal suo arrangiatore dell'epoca Gil Fuller. La versione di Tempus Fugit di Bud Powell di questo disco è considerata un manifesto dell'hard bop soprattutto per l'esecuzione di Blakey, che di lì a poco avrebbe fondato con Horace Silver i Jazz Messengers. C.T.A. fu composta da Jimmy Heath e nel titolo richiama le iniziali di Connie Theresa Ann, la sua fidanzata dell'epoca.
La grafica dell'album fu realizzata da John Hermansader, e la foto da Francis Wolff, cofondatore della Blue Note insieme a Alfred Lion, produttore del disco.

## Tracce
Lato A
1. Tempus Fugit - (Bud Powell) - 3:47
2. Enigma - (J. J. Johnson) - 3:20
3. Ray's Idea - (Ray Brown, Gil Fuller) - 6:42

Lato B
1. Kelo - (J. J. Johnson) - 3:16
2. I Waited for You - (Dizzy Gillespie, Gil Fuller) - 3:26
3. C.T.A.  - (Jimmy Heath) - 3:20

## Formazione
- Miles Davis - tromba
- Jimmy Heath - sassofono tenore
- J. J. Johnson - trombone[6]
- Gil Coggins - pianoforte
- Percy Heath - contrabbasso
- Art Blakey - batteria

## Edizioni
- 1953 – LP 10", Blue Note Records BLP 5022[2]
- 1953 – LP 10", Vogue Productions LD 172, Francia

### Singoli
- 1954 – Tempus Fugit / Enigma, 78gg, Blue Note Records 1618[7]
- 1954 – Ray's Idea / I Waited For You, 78gg, Blue Note Records 1619[8]
- 1954 – Kelo / C.T.A., 78gg, Blue Note Records 1620